# Stöfler (cráter)
Stöfler es un gran cráter de impacto situado en el altiplano meridional repleto de cráteres. Yace al oeste del cráter Maurolycus. El cráter distorsionado Fernelius está unido al borde norte, y Miller y Nasireddin se encuentran al oeste. Faraday ha invadido y dañado el borde occidental, y este cráter a su vez ha sido superpuesto por varios cráteres más pequeños.
|  |

El borde de Stöfler está desgastado y erosionado, pero el contorno se mantiene relativamente intacto, excepto en la zona en la que es invadido por Faraday. Stöfler K, más pequeño, se superpone al borde noroeste, y Stöfler F forma una hendidura en la base de la pared interior sudoeste.
El suelo del cráter ha sido rellenado por depósitos, ya sea de flujos de lava o procedentes de las eyecciones de impactos de cuenca. Es relativamente plano y sin rasgos en la mitad noroeste. Si había un pico central, ha quedado enterrado. El suelo tiene un albedo bajo, haciendo que el cráter sea relativamente fácil de identificar, ya que es uno de los pocos cráteres en esta región de la superficie lunar que tiene un suelo oscuro. Las huellas brillante del sistema de marcas radiales de Tycho, situado al oeste, se pueden apreciar atravesando la plataforma de Stöfler.

## Cráteres satélite
Por convención estos elementos son identificados en los mapas lunares poniendo la letra en el lado del punto medio del cráter que está más cerca de Stöfler.
|         | \| Stöfler \| Coordenadas \| Diámetro \| \| ------- \| --------------------------- \| -------- \| \| D \| 43°48′S 4°18′E / -43.8, 4.3 \| 54 km \| \| E \| 43°48′S 5°48′E / -43.8, 5.8 \| 16 km \| \| F \| 42°42′S 4°54′E / -42.7, 4.9 \| 18 km \| \| G \| 43°24′S 2°00′E / -43.4, 2.0 \| 20 km \| \| H \| 40°18′S 1°42′E / -40.3, 1.7 \| 27 km \| \| J \| 42°12′S 2°24′E / -42.2, 2.4 \| 76 km \| \| K \| 39°24′S 4°12′E / -39.4, 4.2 \| 19 km \| \| L \| 39°06′S 7°48′E / -39.1, 7.8 \| 17 km \| \| M \| 41°00′S 8°06′E / -41.0, 8.1 \| 9 km \| \| N \| 41°54′S 6°36′E / -41.9, 6.6 \| 14 km \| \| O \| 43°18′S 1°18′E / -43.3, 1.3 \| 9 km \| \| P \| 43°12′S 7°18′E / -43.2, 7.3 \| 33 km \| \| R \| 42°12′S 1°48′E / -42.2, 1.8 \| 6 km \| \| S \| 44°54′S 5°48′E / -44.9, 5.8 \| 9 km \| \| T \| 39°42′S 8°12′E / -39.7, 8.2 \| 5 km \| \| U \| 40°06′S 9°36′E / -40.1, 9.6 \| 5 km \| \| X \| 40°30′S 5°30′E / -40.5, 5.5 \| 3 km \| \| Y \| 39°54′S 5°30′E / -39.9, 5.5 \| 3 km \| \| Z \| 40°18′S 3°12′E / -40.3, 3.2 \| 4 km \| |          |
| Stöfler | Coordenadas | Diámetro |
| D       | 43°48′S 4°18′E / -43.8, 4.3 | 54 km    |
| E       | 43°48′S 5°48′E / -43.8, 5.8 | 16 km    |
| F       | 42°42′S 4°54′E / -42.7, 4.9 | 18 km    |
| G       | 43°24′S 2°00′E / -43.4, 2.0 | 20 km    |
| H       | 40°18′S 1°42′E / -40.3, 1.7 | 27 km    |
| J       | 42°12′S 2°24′E / -42.2, 2.4 | 76 km    |
| K       | 39°24′S 4°12′E / -39.4, 4.2 | 19 km    |
| L       | 39°06′S 7°48′E / -39.1, 7.8 | 17 km    |
| M       | 41°00′S 8°06′E / -41.0, 8.1 | 9 km     |
| N       | 41°54′S 6°36′E / -41.9, 6.6 | 14 km    |
| O       | 43°18′S 1°18′E / -43.3, 1.3 | 9 km     |
| P       | 43°12′S 7°18′E / -43.2, 7.3 | 33 km    |
| R       | 42°12′S 1°48′E / -42.2, 1.8 | 6 km     |
| S       | 44°54′S 5°48′E / -44.9, 5.8 | 9 km     |
| T       | 39°42′S 8°12′E / -39.7, 8.2 | 5 km     |
| U       | 40°06′S 9°36′E / -40.1, 9.6 | 5 km     |
| X       | 40°30′S 5°30′E / -40.5, 5.5 | 3 km     |
| Y       | 39°54′S 5°30′E / -39.9, 5.5 | 3 km     |
| Z       | 40°18′S 3°12′E / -40.3, 3.2 | 4 km     |

## Referencias

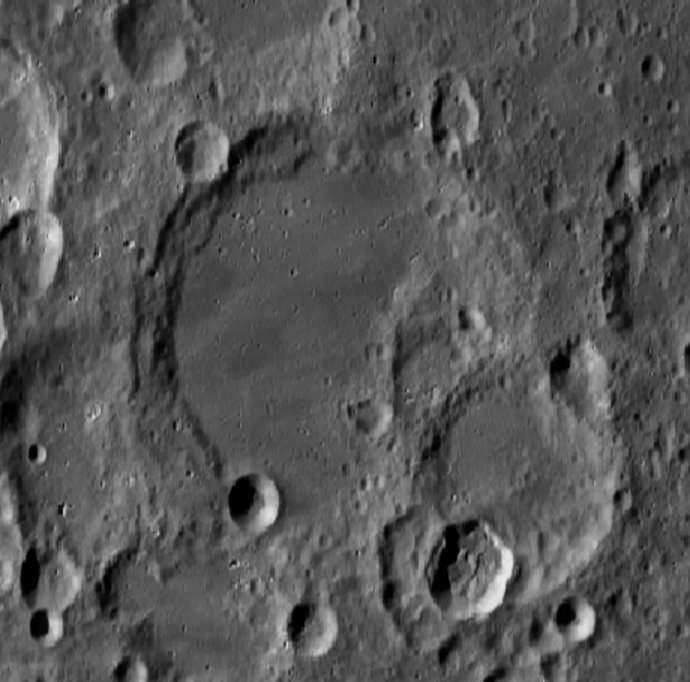
Fotografía de la misión
Lunar Reconnaissance Orbiter